# Аксу (приток Арыса)
Аксу (каз. Ақсу өзені) — река в Толебийском и Сайрамском районах Туркестанской области, левый приток реки Арыс.
Длина — 133 км, площадь водосборного бассейна — 766 км². Начинается с ледников северных склонов Таласского Алатау, на высоте около 4000 м. В верхнем течении протекает по узкой долине, в её русле образуются три озера. Примерно в 40 км от истока начинается каньон. В нижней части ширина долины 150—200 м, широта поймы до 40—50 м. Питание преимущественно снегово-ледниковое. Средне-годовой расход воды (у аула Саркырама) 9,68 м³/с. Вода пресная, минерализация — 0,2—0,4 г/л. В бассейне Аксу находится Аксу-Джабаглинский заповедник.

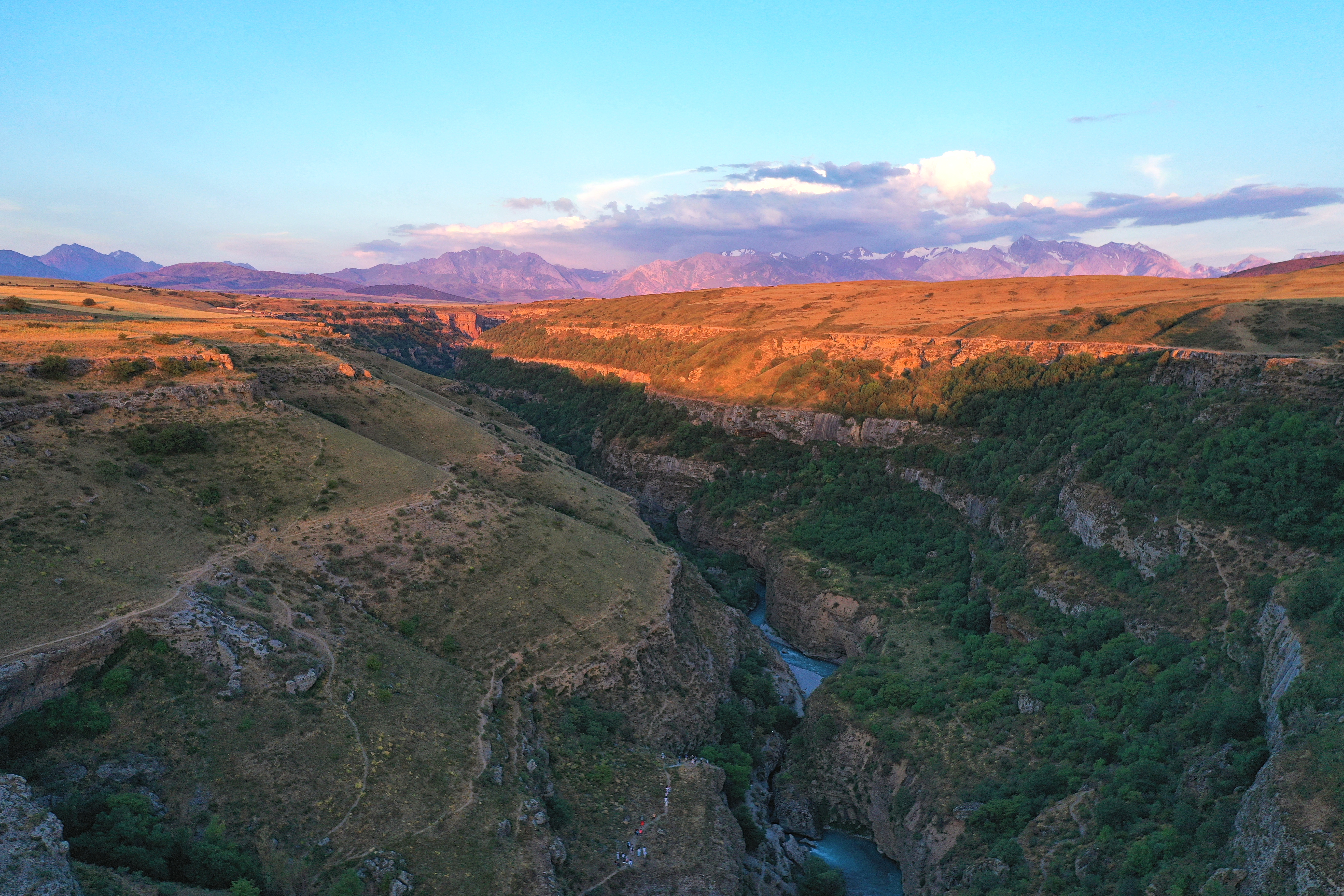
Каньон Аксу